# Alfred Boegner
Pour les articles homonymes, voir Boegner.
Alfred Boegner, né le 2 août 1851 à Strasbourg et mort le 25 février 1912 à La Rochelle, est un pasteur et missiologue protestant, directeur de la Société des missions évangéliques de Paris (1882-1912).

## Biographie
Alfred Boegner fait ses études secondaires au Gymnase protestant, où son père est professeur, puis commence ses études à la faculté de théologie protestante de Strasbourg en 1869. Il opte pour la France à sa majorité, en 1872, et poursuit ses études à la faculté de théologie protestante de Montauban, où il soutient en 1873 une thèse de baccalauréat intitulée Étude sur la jeunesse et la conversion de Calvin puis une thèse de licence en 1876, La sainteté de Dieu dans l'Ancien Testament, ainsi qu'une thèse secondaire consacrée à l'ouvrage de Calvin, l'Institution de la religion chrétienne. Il est ordonné pasteur en 1876 et dessert durant trois années la paroisse de Fresnoy-le-Grand, dans l'Aisne.
En 1878, il est appelé par la Société des missions évangéliques de Paris (SMEP) à seconder le directeur Eugène Casalis. Il est nommé sous-directeur en 1879 puis dirige la Société de 1882 à 1912, après la démission de Casalis. Il contribue notamment en octobre 1885 à la réouverture de l'École des missions, qui est installée en 1887 au 102 boulevard Arago à Paris.
Il fait partie de la délégation française de la SMEP à la conférence missionnaire mondiale d’Édimbourg (1910) qui réunit les sociétés de missions protestantes et anglicanes anglo-européennes. La délégation française compte dix membres, Alfred Boegner donne une conférence en anglais le 17 juin, intitulée « The Missionary Task of the French Protestant Church ».

## Famille

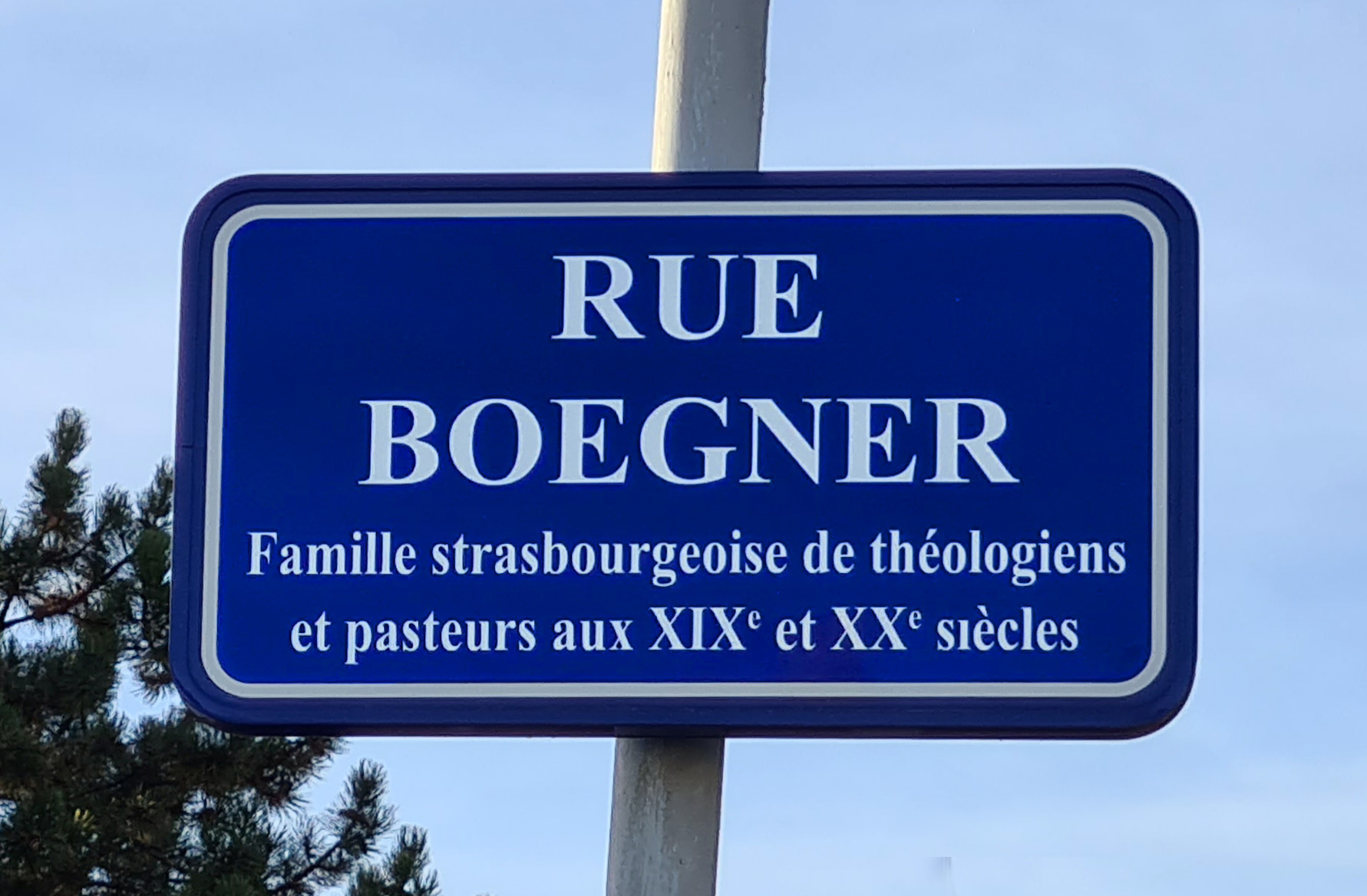
Plaque de rue à Strasbourg.

Il épouse Émilie Dehault de Pressensé (1857-1923), fille du pasteur Edmond de Pressensé et de l'écrivaine Élise de Pressensé et sœur de Francis de Pressensé, et ils ont neuf enfants, notamment Henri Boegner, membre de l'Action française et du Cercle Fustel de Coulanges. Il est le fils de Charles-Henri Boegner (1800-1881), professeur au gymnase protestant de Strasbourg et de Pauline Steinhel. Son frère Paul Boegner est avocat, puis préfet, et son demi-frère, Charles Frédéric Boegner, est pasteur en Algérie et en Alsace, et aumônier des Diaconesses de Strasbourg. Alfred Boegner est l'oncle de Marc Boegner, pasteur et président de la Fédération protestante de France.

## Œuvre

### Ouvrages et articles
- Étude sur la jeunesse et la conversion de Calvin, Montauban : Impr. coopérative - J. Vidallet, 1873 (Thèse de baccalauréat).
- Quid Joannes Calvinus in Libro tertio : institutionis christiane religionis de fide senserit exponitur et aestimatur, Strasbourg, Heitz, 1876 (Thèse de licence).
- La sainteté de dieu dans l'Ancien Testament, Strasbourg, Heitz, 1876 (Thèse de licence).
- La tâche missionnaire de l’Église : rapport lu aux Conférences pastorales générales le 26 avril 1882, Paris : Fischbacher, 1882.
- Missions et consécration, Paris : Maison des missions évangéliques, 1903.
- Œuvre commencée, Paris : Maison des missions évangéliques, 1904.
- Un martyr au XIXe siècle : Patteson l'évêque missionnaire de la Mélanésie, Paris, [s.n.], 1880.
- Pensées du matin, Paris : Fischbacher, 1914, rééd. Paris-Orbey : éditions Arfuyen, coll. « Les Carnets spirituels », 2006  (ISBN 2-84590-098-8).

### Conférence
- « La tâche missionnaire de l'Église protestante française »  (trad. M. Parrot), Histoire et missions chrétiennes, no 13,‎ janvier 2010 (lire en ligne, consulté le 7 octobre 2022).